# Pelasgus laconicus
Pelasgus laconicus là một loài cá vây tia thuộc họ Cyprinidae.
Loài này chỉ có ở Hy Lạp.
Môi trường sống tự nhiên của chúng là sông ngòi và suối nước ngọt.
Chúng hiện đang bị đe dọa vì mất môi trường sống.